# Кокс, Джо
Хелен Джоанн «Джо» Кокс (англ. Helen Joanne «Jo» Cox, урождённая Лидбитер англ. Leadbeater; 22 июня 1974 года, Батли, Уэст-Йоркшир — 16 июня 2016 года, Лидс, Уэст-Йоркшир) — политик Лейбористской партии Великобритании, член парламента от избирательного округа Батли и Спен. Активный сторонник защиты жертв гражданской войны в Сирии. Выступала против присоединения Великобритании к западной коалиции в Сирии.
Была убита ультранационалистом за неделю до референдума о членстве Британии в ЕС. Кокс была активной участницей кампании за сохранение членства.

## Биография

### Ранние годы
Дочь работника парфюмерной фабрики Гордона Лидбитера и школьного секретаря Джин Лидбитер. Окончила школу в Хекмондуайке, Западный Йоркшир, подрабатывала по выходным на той же парфюмерной фабрике, где работал её отец. В 1995 году окончила Пемброук-колледж Кембриджского университета, где изучала общественные и политические науки.

### Трудовой путь
По окончании университета была политическим советником депутата парламента Джоан Уолли и депутата Европарламента Гленис Киннок. В 2002 году начала работать в международной гуманитарной организации Оксфам, до 2005 года возглавляла её отделение по связи с Евросоюзом, до 2007 года — отделение политики и общественных кампаний, до 2009 года — отделение гуманитарных кампаний. В 2009—2011 годах являлась директором Кампании против материнской смертности (Maternal Mortality Campaign). Впоследствии сотрудничала с организацией Save the Children и Национальным обществом предотвращения жестокости к детям (NSPCC).

### Член парламента
7 мая 2015 года приняла участие в парламентских выборах в качестве кандидата от Лейбористской партии и победила в избирательном округе Батли и Спен (Западный Йоркшир), получив 43,2 % голосов против 31,2 % у сильнейшего из соперников — консерватора Имтиаза Амина (Imtiaz Ameen).
В ходе выборов нового лидера лейбористов в 2015 году сначала оказалась в группе из 36 парламентариев, поддержавших выдвижение кандидатуры представителя левого крыла партии Джереми Корбина, но на внутрипартийных выборах проголосовала за Лиз Кендалл (после победы Корбина на выборах заявила, что сожалеет о решении поддержать его).

### Убийство
16 июня 2016 года во время рабочего визита в город Бёрстолл была тяжело ранена после словесной перепалки с одним из мужчин. Нападавший трижды выстрелил в свою жертву и нанёс несколько ударов ножом длиной около 30 сантиметров, выкрикивая при этом «Britain First!» («Британия прежде всего» — националистический слоган, являющийся также названием ультраправой партии). Арестованный за убийство Томас Мейр действительно имел связи с неонацистскими группами.
Муж пострадавшей, Брендан Кокс, разместил в Твиттере фотографии своей супруги и их двоих маленьких детей.  Премьер-министр Британии Дэвид Кэмерон в своём «Твиттере» написал, что обеспокоен инцидентом.
Раненая была вертолётом доставлена в Лидс, где скончалась в больнице Leeds General Infirmary.
Полиция задержала подозреваемого в совершении преступления 52-летнего местного жителя Томаса Мейра. По утверждению американской правозащитной организации Southern Poverty Law Center, Мейр многие годы связан с американской неонацистской организацией «Национальный альянс» и в 1999 году получил от него инструкцию по изготовлению в домашних условиях огнестрельного оружия. По другим сведениям, 52-летий садовник Т. Мейр имел психические отклонения. В ноябре 2016 года он был приговорён к пожизненному заключению.

## Позиция по Сирии
Джо Кокс считала, что внешняя политика Британии излишне рациональна и не учитывает моральной стороны дела. В том числе, эта позиция касалась страданий гражданского населения Сирии и проблем сирийских беженцев.
В октябре 2015 года она основала и возглавила парламентскую межпартийную группу друзей Сирии (All Party Parliamentary Friends of Syria group). Вместе с консервативным парламентарием Эндрю Митчеллом опубликовала статью в газете The Observer, в которой авторы доказывали плодотворность возможного участия британских вооружённых сил в мерах по установлению мира в Сирии (в частности, они предлагали учреждение зон безопасности для защиты гражданского населения от ударов со стороны регулярной сирийской армии, Исламского государства и российской авиации). Тем не менее, осенью 2015 года воздержалась при голосовании в Палате общин резолюции, разрешавшей использование британских вооружённых сил в Сирии для противостояния Исламскому государству, заявив, что миротворческие усилия должны быть многосторонними.
Кокс отрицательно оценивала роль России в сирийской гражданской войне. В частности, комментируя соглашение о прекращении огня, заключённое в феврале 2016 г., Кокс писала:

Прогресс в доставке гумнитарной помощи голодающим сирийцам следует приветствовать, однако, без немедленного прекращения российских бомбежек это не настоящее перемирие [...]. В соглашении много неувязок, которые на руку Асаду и позволяют России продолжать бомбардировки.   
Оригинальный текст (англ.)Progress on getting aid to starving people is very welcome but without an immediate end to Russian air strikes this is not really a ceasefire [and it certainly does not do enough to reassure us that the protection of innocent Syrian civilians is at the centre of the plan]. There is a great deal of imbalance in the deal, which will benefit Assad and allow Russian bombardments to continue.
— «Jo Cox: Syrian ceasefire tipped in President Assad and Russia's favour»
Кокс выступала за то, чтобы Британия приняла как можно больше детей сирийских беженцев.
Во время встречи межпартийной делегации парламента с российским послом А.В. Яковенко Кокс резко отчитала последнего за то, что от российских бомб страдает мирное население Сирии. Парламентарий-консерватор А. Митчелл вспоминает:

Она была совершенно бесстрашна. ... [Посол России] — профессиональный дипломат, которого так просто не проймёшь. Но Джо это удалось [...]. Она поговорила с ним по-мужски, иначе не скажешь. Посол просто не знал куда деваться от неё и имел довольно растерянный вид.
Оригинальный текст (англ.)She was fearless, utterly fearless. [Last year, we went to see the Russian ambassador in London, to give him a rollicking about the terrible way his country has behaved in Syria.]

He’s a professional diplomat and a pretty tough case. But Jo got the better of him: [it was her mixture of charm and steel].

The best word I can think of for her is ballsy. The ambassador just didn’t know what to make of her, and she left him looking quite discomforted.

## Последствия гибели
После трагедии все стороны согласились приостановить агитацию в ходе подготовки к референдуму о членстве Великобритании в Европейском союзе. Накануне гибели Кокс отмечалась неопределённость в ожидании результата его исхода. Профессор университета Стратклайда Джон Кёртис в тот день заявил в интервью Би-би-си:

До сегодняшнего утра я бы сказал, что при сравнении баланса возможностей преимущество оставалось за сторонниками ответа «Остаться». У нас больше нет фаворита в этом референдуме. Существует серьёзная вероятность, что мы проголосуем «Выйти».
Оригинальный текст (англ.)– Until this morning I would have said to you that on the balance of probabilities, ‘Remain’ were the favorites. We no longer have a favorite in this referendum. There has to be a serious possibility that we will vote ‘Leave’.

 Так, опросы общественного мнения показывали некоторый перевес сторонников выхода из Евросоюза (по результатам исследования Ipsos MORI, за выход высказались 53 % против 47 %, исследование Survation дало близкие результаты — соответственно 45 % и 42 %).
Как отмечает Би-би-си, трейдеры лондонского Сити посчитали, что эта трагедия сыграет на руку сторонникам Евросоюза и в тот же день курс фунта несколько вырос относительно доллара.

## Характер и стиль жизни
Работая в Парламенте, Джо Кокс жила вместе с семьёй (муж и двое детей) в плавучем доме, пришвартованном на Темзе в центральной части Лондона. На работу ездила на велосипеде.
Коллеги отмечали твердый характер Джо Кокс, характерный для жителей Йоркшира (англ. Yorkshire grit — «йоркширская закалка»).